# Kraftwerk Pont-sur-Sambre
Pont-sur-Sambre ist ein gasbefeuertes Wärmekraftwerk in Pont-sur-Sambre im Département Nord in der Region Hauts-de-France. Die installierte elektrische Leistung beträgt 412 MW bei einem Wirkungsgrad von 51 %. Seit 2018 gehört das Kraftwerk TotalEnergies.
Zuvor stand auf dem Gelände das Kohlekraftwerk der EDF in Pont-sur-Sambre. Im Februar 2007 begann Poweo mit den Bauarbeiten für das Kraftwerk. Es wurde ein Siemens 4000F Gasturbine mit Dampfturbine in Einwellen-Anordnung installiert. Am 27. April 2009 wurde das Kraftwerk im Beisein von Charles Beigbeder, CEO von Poweo, offiziell eingeweiht. Die kommerzielle Inbetriebnahme fand am 25. September 2009 statt. Die Einspeisung des neuen Kraftwerkes findet über das Umspannwerk des Vorgängerkraftwerkes statt. Bei dem Kraftwerk handelt es sich um ein Gas-und-Dampf-Kombikraftwerk in Single-Shaft-Anordnung. Mit Gas wird eine Gasturbine betrieben und mit der Abwärme wird Dampf für eine Dampfturbine auf der gleichen Welle erzeugt.
Anfangs gehörte das Kraftwerk der österreichischen Verbund AG und der französischen Poweo. Später gehörte es dem Investmentfonds KKR und wurde 2018 gemeinsam mit dem Kraftwerk Toul an TotalEnergies verkauft. Gemeinsam mit dem Kraftwerk Bayet, die bei der Übernahme von Total Direct Energie zum Konzern kam, besitzt Total drei GuD-Kraftwerke.